# Hr.Ms. G 13 (1914)
De Hr.Ms. G 13 was een Nederlandse torpedoboot. Het schip is gebouwd door de scheepswerf Koninklijke Maatschappij de Schelde uit Vlissingen. De G in de naam van het schip geeft aan dat het een grote torpedoboot is. Het schip wist op 14 mei 1940 uit te wijken naar het Verenigd Koninkrijk. Daar verrichtte het tijdens het begin van de Tweede Wereldoorlog escortediensten.
Na te zijn uitgeweken naar het Verenigd Koninkrijk werd de G 13 samen met de G 15 op 27 december 1940 overgedragen aan de Britse marine. Anderhalf jaar later, in juli 1942, werden beide schepen weer teruggeven aan de Nederlandse marine. Na de teruggave werd de G 13 uit dienst genomen om in februari 1943 te worden gesloopt in het Engelse Preston.